# Caca d'oie
Pour les articles homonymes, voir Caca.
Caca d'oie est un nom de couleur, utilisé principalement dans les domaines de la mode et de la décoration pour désigner une couleur jaune verdâtre.

## Historique
Ce nom de couleur est d'abord attesté comme merde d'oyson au XVIIe siècle, puis comme merde d'oie au début du XVIIIe siècle et elle apparaît ainsi dans plusieurs dictionnaires, y compris celui de l'Académie française, et autres ouvrages de ce siècle ; Stendhal écrit encore en 1835 : « M. Chabert était un bourgeois assez bien mis mais qui avait toujours l’air endimanché et dans les transes de gâter son habit ou son gilet ou sa jolie culotte de casimir merde d’oie. » Elle s'abrège parfois en merdoie.
« Caca d'oie » est attesté en 1842, peut-être le changement de terme a-t-il à voir avec la pruderie, peut-être certains républicains trouvent-ils intéressant de rapprocher « merde d'oie » de « caca-dauphin », couleur inventée lors de la naissance du Dauphin Louis en 1751, bien que cette teinte ait été jaune-orangé. Les deux couleurs se sont succédé dans les tons de la mode, et apparaissent ensemble dans une pièce satirique de la Révolution française décrivant l'uniforme proposé pour les National-Bonbons, division d'enfants de la Garde nationale. Caca d'oie est en tous cas plus facile à prononcer.
À la fin du XIXe siècle, Eugène Rolland donne « caca d'oie, merde d'oie, merde d'oyson (citant Scarron, L'Héritier ridicule) » comme synonymes.